# Park stanowy Kodachrome Basin

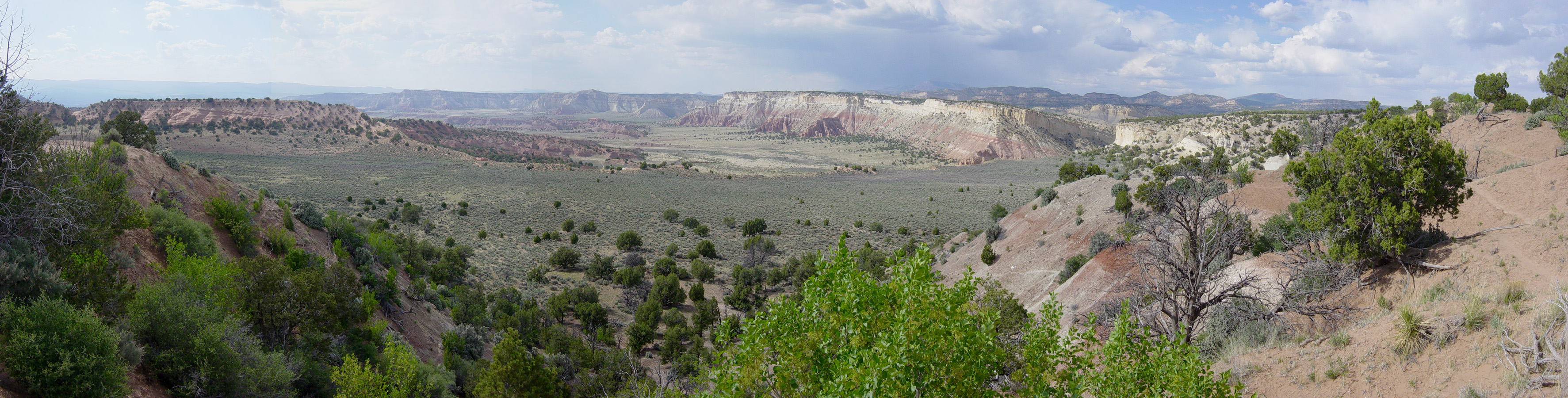
Park stanowy Kodachrome Basin

Park stanowy Kodachrome Basin (ang. Kodachrome Basin State Park) – park stanowy w środkowej części amerykańskiego stanu Utah. Park położony jest około 30 kilometrów na południowy wschód od Parku Narodowego Bryce Canyon na wysokości około 1800 metrów n.p.m. i zajmuje powierzchnię 16,19 km².
Nazwa parku pochodzi od marki Kodachrome, pierwszego komercyjnie dostępnego filmu umożliwiającego fotografię barwną. Została zaproponowana przez fotografów towarzystwa naukowego National Geographic Society, którzy uznali, że wyjątkowe piękno parku wymaga fotografii kolorowej.

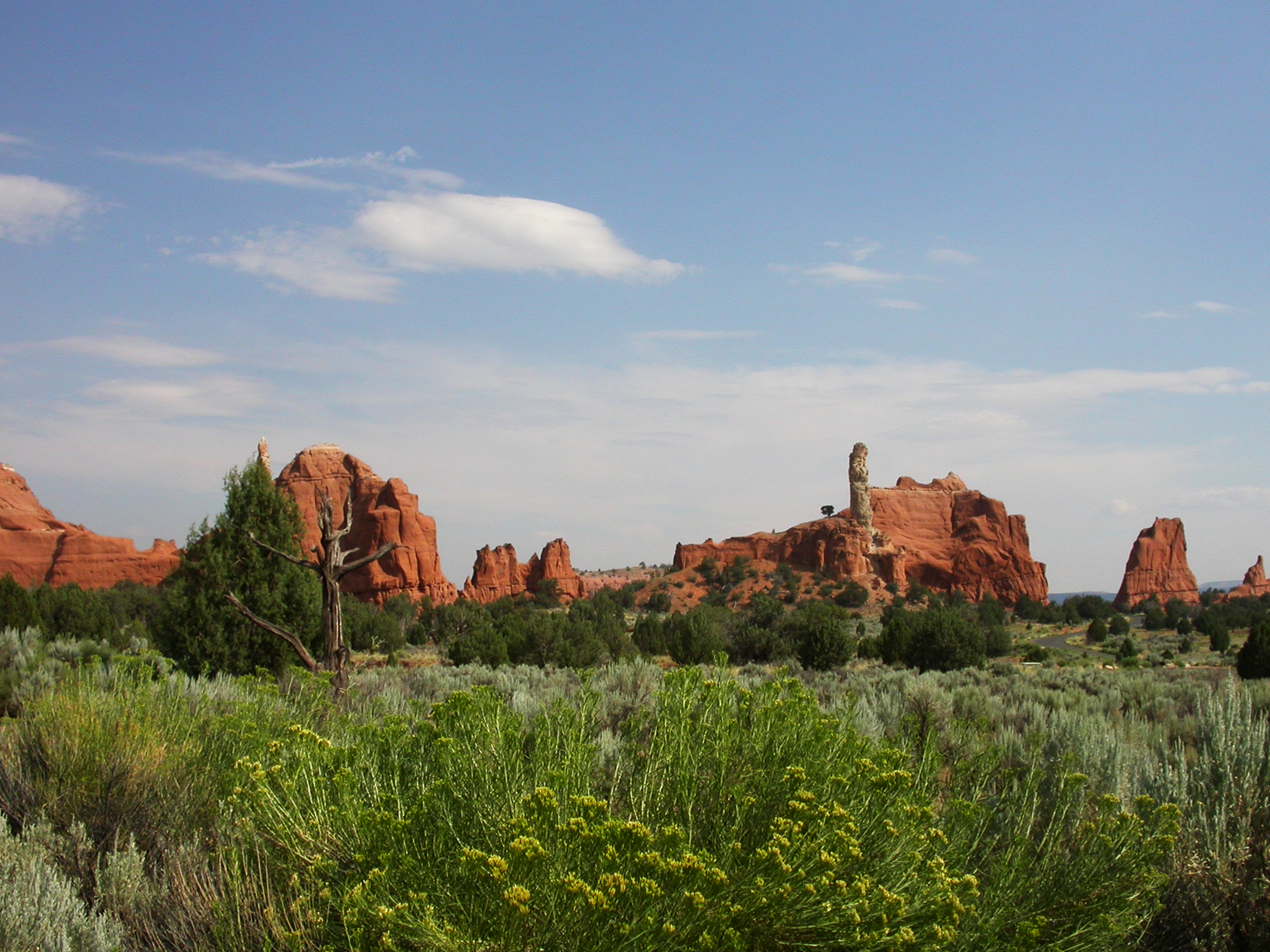
Formacje skalne w parku stanowym Kodachrome Basin

Geolodzy uważają, że w przeszłości park stanowy Kodachrome Basin przypominał Park Narodowy Yellowstone. Na jego terenie występowały liczne źródła termalne i gejzery, które na przestrzeni czasu uległy wypełnieniu w procesie sedymentacji i zestaleniu. Następnie otaczający zestalone gejzery piaskowiec uległ erozji w procesie wietrzenia pozostawiając liczne słupy skalne. Do tej pory na terenie parku skatalogowano 76 słupów skalnych o wysokości od 2 do 52 metrów.
Na terenie parku można uprawiać turystykę pieszą, jazdę konną i kolarstwo górskie. Znajduje się tu również duży kemping oraz domki turystyczne, gdzie można przenocować.